# Вильгельм III (ландграф Гессен-Марбурга)
Вильгельм III Младший (англ. Wilhelm III. der Jüngere; 8 сентября 1471 или 1471 — 17 февраля 1500, Раушенберг, Гессен) — ландграф Верхнего Гессена в 1483—1500 годах.

## Биография
Сын ландграфа Генриха III Гессенского и его жены Анны фон Катценельнбоген. Когда его отец умер в 1483 году, Вильгельм был еще несовершеннолетним, поэтому его дядя, архиепископ Кёльна Герман IV, и Ганс Хофман фон Дёрнберг были его регентами до 1489 года.
У Верхнего Гессена со столицей в Марбурге были большие доходы и в 1492 году Вильгельм смог приобрести половину баронии Эпштайн и в 1493 году часть Клингенберг-ам-Майна.
В 1498 году он женился на Елизавете, дочери Филиппа, курфюрста Пфальца. У супругов не было детей.
Вильгельм погиб в результате падения с лошади во время охоты в 1500 году. Его владения достались его двоюродному брату Вильгельму II, так что все ландграфства Гессена (и Катценельнбоген) снова были объединены под единым правлением.